# Wazon
Wazon (altres ortografies Waso, Wazzo, Watzo, Watho, Gazo o Guazo) (980 (?) - 1048) fou príncep-bisbe del principat de Lieja de 1042 fins a la seva mort el 8 de juliol de 1048.
Provindria d'una família modesta de clergues: son germà Emmelin era prebost a la col·legiata de Sant Vaast d'Arràs, dos altres germans eren ardiaques a Lieja i Florennes. Que hauria anat a l'escola abacial de Lobbes, és un error sovint repetit. Va estudiar junts amb Olbert de Gembloux, futur abat de l'Abadia de Sant Jaume. Probablement des del 1017 va esdevenir mestrescola a l'escola capitulària de la Catedral de Sant Lambert al temps de Notger, l'inici d'una carrera eclesiàstica llarga: degà (1013), canonge (1015/1016) sota el regne de Balderic II, degà (1017), prebost i ardiaca (1033) i príncep-bisbe el 1042.
Després d'un conflicte amb el prebost de Sant Lambert, va retirar-se a l'abadia de Stavelot el 1029 (o 1030). Poc després, Conrad II el va nomenar capellà de la cort a la qual va estar-se uns nou mesos abans de tornar a Lieja. Malgrat la resistència inicial de l'emperador Enric III, va ser entronitzat com príncep-bisbe el 1042 a Colònia.
Durant el seu regne va organitzar eficientment l'assistència a la població durant la fam de 1043. Va continuar les iniciatives de Notger (930-1008) per a desenvolupar la qualitat de les escoles. El 1046 va vèncer els francesos que van assajar d'annexionar Aquisgrà. Després de la seva victòria militar contra Teodoric d'Holanda, Enric III li atorgarà un estipendi.
Políticament, va lluitar per a restringir el poder de l'emperador en afers eclesiàstics com la investidura de bisbes i del papa, el poder dels quals considerava que venia directament del Déus catòlic. La seva influència va ser important i era molt pròxim dels papes. Lleó IX va apreciar-lo expressis verbis, Esteve IX era canonge a Lieja sota el regne de Wazon, i Gregori VII va estudiar a Colònia, una ciutat que tenia molts lligams amb Lieja en aquesta època. En una carta al bisbe Roger II de Châlons va desestimar l'ús de la violència en la lluita contra el maniqueisme, considerat com una heretgia.
Van sebollir-lo a la catedral de Sant Llambert, l'epitafi de la tomba, avui desapareguda, hauria sigut: «Ante ruet mundus quam surgat Wazon secundus» (Llatí per a «El món perirà més aviat que sorgirà un segon Wazon»).
Molta informació sobre la seva vida prové de la crònica del seu contemporani i amic Anselm de Lieja, canonge de Sant Llambert.